# Docosia dichroa
Docosia dichroa är en tvåvingeart som beskrevs av Friedrich Hermann Loew 1870. Docosia dichroa ingår i släktet Docosia och familjen svampmyggor. Inga underarter finns listade i Catalogue of Life.